# Turcja na Letnich Igrzyskach Olimpijskich 2016
Turcję na Letnich Igrzyskach Olimpijskich 2016 reprezentowało 100 zawodników: 53 mężczyzn i 47 kobiety. Był to dwudziesty drugi start reprezentacji Turcji na letnich igrzyskach olimpijskich.

## Zdobyte medale
| Medal  | Zawodnik         | Dyscyplina           | Konkurencja                            | Rezultat                                                                          | Data        |
| ------ | ---------------- | -------------------- | -------------------------------------- | --------------------------------------------------------------------------------- | ----------- |
| Złoto  | Taha Akgül       | Zapasy               | styl wolny waga do 125 kg mężczyzn     | W finale pokonał reprezentanta Iranu Komejl Ghasemi.                              | 20 sierpnia |
| Srebro | Daniýar Ismailow | Podnoszenie ciężarów | waga do 69 kg mężczyzn                 | 351 kg                                                                            | 9 sierpnia  |
| Srebro | Rıza Kayaalp     | Zapasy               | styl klasyczny waga do 130 kg mężczyzn | W finale uległ reprezentantowi Kuby Mijaín López.                                 | 15 sierpnia |
| Srebro | Selim Yaşar      | Zapasy               | styl wolny waga do 86 kg mężczyzn      | W finale uległ reprezentantowi Rosji Abdułraszyda Sadułajewa.                     | 20 sierpnia |
| Brąz   | Cenk İldem       | Zapasy               | styl klasyczny waga do 98 kg mężczyzn  | W walce o brązowy medal pokonał reprezentanta Rumunii Alin Alexuc-Ciurariu.       | 16 sierpnia |
| Brąz   | Yasmani Copello  | Lekkoatletyka        | 400 m przez płotki mężczyzn            | 47,92 s                                                                           | 18 sierpnia |
| Brąz   | Soner Demirtaş   | Zapasy               | styl wolny waga do 74 kg mężczyzn      | W walce o brązowy medal pokonał reprezentanta Kazachstanu Gałymżana Usierbajewa.  | 19 sierpnia |
| Brąz   | Nur Tatar        | Taekwondo            | waga do 67 kg kobiet                   | W walce o brązowy medal pokonała reprezentantkę Chińskie Tajpej Chuang Chia-chia. | 19 sierpnia |

## Skład kadry

### Badminton
| Zawodnik    | Konkurencja        | Faza grupowa               | Faza grupowa                 | Faza grupowa     | Pozycja | 1/8              | Ćwierćfinały     | Półfinały        | Finał            | Finał   | Źródło |
| Zawodnik    | Konkurencja        | Przeciwnik Wynik           | Przeciwnik Wynik             | Przeciwnik Wynik | Pozycja | Przeciwnik Wynik | Przeciwnik Wynik | Przeciwnik Wynik | Przeciwnik Wynik | Pozycja | Źródło |
| ----------- | ------------------ | -------------------------- | ---------------------------- | ---------------- | ------- | ---------------- | ---------------- | ---------------- | ---------------- | ------- | ------ |
| Özge Bayrak | gra pojedyncza (k) | Cicognini 2:0(21-14, 21-9) | Bae Yeon-ju 0:2(11-21, 7-21) | N/A              | 2.      | NQ               | NQ               | NQ               | NQ               | 14.     | [ 1 ]  |

### Boks
Mężczyźni
| Zawodnik           | Konkurencja | 1/16             | 1/8              | Ćwierćfinał       | Półfinał         | Finał            | Finał   | Źródło |
| Zawodnik           | Konkurencja | Przeciwnik Wynik | Przeciwnik Wynik | Przeciwnik Wynik  | Przeciwnik Wynik | Przeciwnik Wynik | Miejsce | Źródło |
| ------------------ | ----------- | ---------------- | ---------------- | ----------------- | ---------------- | ---------------- | ------- | ------ |
| Selçuk Eker        | 52 kg       | Hu P 1-2         | NQ               | NQ                | NQ               | NQ               | 17.     | [ 2 ]  |
| Batuhan Gözgeç     | 64 kg       | Smaila W 3-0     | Teixeira W 3-0   | Harutyunyan P 0-3 | NQ               | NQ               | 5.      | [ 3 ]  |
| Onur Şipal         | 69 kg       | Czamow P 0-3     | NQ               | NQ                | NQ               | NQ               | 17.     | [ 4 ]  |
| Önder Şipal        | 75 kg       | Muziyo W 2-1     | Krishan P 0-3    | NQ                | NQ               | NQ               | 9.      | [ 5 ]  |
| Mehmet Nadir Ünal  | 81 kg       | Saada W WO       | de la Cruz P 0-3 | NQ                | NQ               | NQ               | 9.      | [ 6 ]  |
| Ali Eren Demirezen | +91 kg      | BYE              | Hrgović P 0-3    | NQ                | NQ               | NQ               | 9.      | [ 7 ]  |

### Gimnastyka
Mężczyźni
| Zawodnik      | Konkurencja            | Kwalifikacje | Kwalifikacje | Kwalifikacje | Kwalifikacje | Kwalifikacje | Kwalifikacje | Kwalifikacje | Kwalifikacje | Finał    | Finał    | Finał    | Finał    | Finał    | Finał    | Finał | Finał   | Źródło |
| Zawodnik      | Konkurencja            | Przyrząd     | Przyrząd     | Przyrząd     | Przyrząd     | Przyrząd     | Przyrząd     | Razem        | Pozycja      | Przyrząd | Przyrząd | Przyrząd | Przyrząd | Przyrząd | Przyrząd | Razem | Pozycja | Źródło |
| Zawodnik      | Konkurencja            | F            | PH           | R            | V            | PB           | HB           | Razem        | Pozycja      | F        | PH       | R        | V        | PB       | HB       | Razem | Pozycja | Źródło |
| ------------- | ---------------------- | ------------ | ------------ | ------------ | ------------ | ------------ | ------------ | ------------ | ------------ | -------- | -------- | -------- | -------- | -------- | -------- | ----- | ------- | ------ |
| Ferhat Arıcan | wielobój indywidualnie | 13,133       | 13,866       | 13,733       | 13,533       | 14,733       | 13,633       | 82,631       | 41.          | NQ       | NQ       | NQ       | NQ       | NQ       | NQ       | NQ    | NQ      | [ 8 ]  |

Kobiety
| Zawodniczka  | Konkurencja            | Kwalifikacje | Kwalifikacje | Kwalifikacje | Kwalifikacje | Kwalifikacje | Kwalifikacje | Finał     | Finał     | Finał     | Finał     | Finał | Finał   | Źródło |
| Zawodniczka  | Konkurencja            | Przyrządy    | Przyrządy    | Przyrządy    | Przyrządy    | Razem        | Pozycja      | Przyrządy | Przyrządy | Przyrządy | Przyrządy | Razem | Pozycja | Źródło |
| Zawodniczka  | Konkurencja            | V            | UB           | BB           | F            | Razem        | Pozycja      | V         | UB        | BB        | F         | Razem | Pozycja | Źródło |
| ------------ | ---------------------- | ------------ | ------------ | ------------ | ------------ | ------------ | ------------ | --------- | --------- | --------- | --------- | ----- | ------- | ------ |
| Tutya Yılmaz | wielobój indywidualnie | 13,733       | 12,166       | 14,500       | 12,733       | 53,132       | 42.          | NQ        | NQ        | NQ        | NQ        | NQ    | NQ      | [ 9 ]  |

### Jeździectwo
Skoki przez przeszkody
| Zawodnik      | Konkurencja         | Koń              | Runda 1 | Runda 1 | Runda 2 | Runda 2 | Runda 2 | Runda 3 | Runda 3 | Runda 3 | Finał   | Finał   | Finał   | Finał   | Finał | Finał | Źródło |
| Zawodnik      | Konkurencja         | Koń              | Runda 1 | Runda 1 | Runda 2 | Runda 2 | Runda 2 | Runda 3 | Runda 3 | Runda 3 | Runda A | Runda A | Runda B | Runda B | Razem | Razem | Źródło |
| Zawodnik      | Konkurencja         | Koń              | Błędy   | Poz.    | Błędy   | Razem   | Poz.    | Błędy   | Razem   | Poz.    | Błędy   | Poz.    | Błędy   | Poz.    | Błędy | Poz.  | Źródło |
| ------------- | ------------------- | ---------------- | ------- | ------- | ------- | ------- | ------- | ------- | ------- | ------- | ------- | ------- | ------- | ------- | ----- | ----- | ------ |
| Ömer Karaevli | Skoki indywidualnie | Roso au Crosnier | 13      | 61.     | NQ      | NQ      | NQ      | NQ      | NQ      | NQ      | NQ      | NQ      | NQ      | NQ      | 13    | 61.   | [ 10 ] |

### Judo
| Zawodnik           | Konkurencja      | 1/32             | 1/16                | 1/8                  | Ćwierćfinał      | Półfinał         | Repasaże              | Finał/ 3.miejsce | Finał/ 3.miejsce | Źródło |
| Zawodnik           | Konkurencja      | Przeciwnik Wynik | Przeciwnik Wynik    | Przeciwnik Wynik     | Przeciwnik Wynik | Przeciwnik Wynik | Przeciwnik Wynik      | Przeciwnik Wynik | Pozycja          | Źródło |
| ------------------ | ---------------- | ---------------- | ------------------- | -------------------- | ---------------- | ---------------- | --------------------- | ---------------- | ---------------- | ------ |
| Bekir Özlü         | - 60 kg mężczyzn | BYE              | McKenzie P 000-003  | NQ                   | NQ               | NQ               | NQ                    | NQ               | 17.              | [ 11 ] |
| Dilara Lokmanhekim | 48 kg kobiet     | N/A              | Carrillo P 000-000  | NQ                   | NQ               | NQ               | NQ                    | NQ               | 17.              | [ 12 ] |
| Büşra Katipoğlu    | 63 kg kobiet     | N/A              | Nikoloska W 001-000 | Agbegnenou P 000-100 | NQ               | NQ               | NQ                    | NQ               | 9.               | [ 13 ] |
| Kayra Sayit        | +78 kg kobiet    | N/A              | BYE                 | Mojica W 102-000     | Yu P 000-111     | NQ               | Chikhrouhou W 100-000 | Yamabe P 000-010 | 5.               | [ 14 ] |

### Kajakarstwo
| Zawodniczka | Konkurencja | Eliminacje | Eliminacje | Półfinały | Półfinały | Finał | Finał   | Pozycja | Źródło |
| Zawodniczka | Konkurencja | Czas       | Pozycja    | Czas      | Pozycja   | Czas  | Pozycja | Pozycja | Źródło |
| ----------- | ----------- | ---------- | ---------- | --------- | --------- | ----- | ------- | ------- | ------ |
| Lasma Liepa | K-1 200m    | 41,760     | 4.         | 41,866    | 7.        | NQ    | NQ      | 18.     | [ 15 ] |
| Lasma Liepa | K-1 500m    | 1:59,581   | 5.         | 2:08,450  | 7.        | NQ    | NQ      | 21.     | [ 15 ] |

### Kolarstwo
| Zawodnik    | Konkurencja                    | Czas    | Pozycja | Źródło |
| ----------- | ------------------------------ | ------- | ------- | ------ |
| Onur Balkan | wyścig ze startu wspólnego (m) | DNF     | DNF     | [ 16 ] |
| Ahmet Örken | wyścig ze startu wspólnego (m) | DNF     | DNF     | [ 16 ] |
| Ahmet Örken | jazda indywidualna na czas (m) | 1:27:37 | 34.     | [ 16 ] |

### Koszykówka
Turniej kobiet
- Reprezentacja kobiet

| - Olcay Çakır - Tuğçe Canıtez - Birsel Vardarlı - Esra Ural - Bahar Çağlar - Işıl Alben |  | - Nevriye Yılmaz - LaToya Sanders - Ayşe Cora - Şaziye İvegin - Tilbe Şenyürek - Şebnem Kimyacıoğlu |

| Drużyna | Konkurencja | Faza grupowa     | Faza grupowa     | Faza grupowa     | Faza grupowa     | Faza grupowa     | Faza grupowa | Ćwierćfinały     | Półfinały        | Finał            | Pozycja | Źródło |
| Drużyna | Konkurencja | Przeciwnik Wynik | Przeciwnik Wynik | Przeciwnik Wynik | Przeciwnik Wynik | Przeciwnik Wynik | Pozycja      | Przeciwnik Wynik | Przeciwnik Wynik | Przeciwnik Wynik | Pozycja | Źródło |
| ------- | ----------- | ---------------- | ---------------- | ---------------- | ---------------- | ---------------- | ------------ | ---------------- | ---------------- | ---------------- | ------- | ------ |
| Turcja  | kobiety     | Francja 39-55    | Australia 56-61  | Japonia 76-62    | Białoruś 74-71   | Brazylia 79-76   | 3.           | Hiszpania 62-64  | NQ               | NQ               | NQ      | [ 17 ] |

### Lekkoatletyka
Mężczyźni
Konkurencje biegowe
| Zawodnik                                                   | Konkurencja           | Eliminacje | Eliminacje | Ćwierćfinał | Ćwierćfinał | Półfinał | Półfinał | Finał    | Finał   | Źródło               |
| Zawodnik                                                   | Konkurencja           | Wynik      | Miejsce    | Wynik       | Miejsce     | Wynik    | Miejsce  | Wynik    | Miejsce | Źródło               |
| ---------------------------------------------------------- | --------------------- | ---------- | ---------- | ----------- | ----------- | -------- | -------- | -------- | ------- | -------------------- |
| Jak Ali Harvey                                             | 100 m                 | N/A        | N/A        | 10,14       | 13.         | 10,03    | 10.      | NQ       | NQ      | [ 18 ] [ 19 ]        |
| Jak Ali Harvey                                             | 200 m                 | 20,58      | 40.        | N/A         | N/A         | NQ       | NQ       | NQ       | NQ      | [ 20 ] [ 21 ] [ 22 ] |
| Ramil Guliyev                                              | 200 m                 | 20,23      | 10         | N/A         | N/A         | 20,09    | 7.       | 20,49    | 8.      | [ 20 ] [ 21 ] [ 22 ] |
| İlham Tanui Özbilen                                        | 1500 m                | 3:49,02    | 35.        | N/A         | N/A         | NQ       | NQ       | NQ       | NQ      | [ 23 ]               |
| Ali Kaya                                                   | 5000 m                | 14:05,34   | 39.        | N/A         | N/A         | N/A      | N/A      | NQ       | NQ      | [ 24 ]               |
| Ali Kaya                                                   | 10 000 m              | N/A        | N/A        | N/A         | N/A         | N/A      | N/A      | DNF      | DNF     | [ 25 ]               |
| Polat Kemboi Arıkan                                        | 10 000 m              | N/A        | N/A        | N/A         | N/A         | N/A      | N/A      | 27:35,50 | 13.     | [ 25 ]               |
| Yasmani Copello                                            | 400 m przez płotki    | 49,52      | 22.        | N/A         | N/A         | 48,61    | 6.       | 47,92    | brąz    | [ 26 ] [ 27 ] [ 28 ] |
| Aras Kaya                                                  | 3000 m z przeszkodami | 8:32,35    | 21.        | N/A         | N/A         | N/A      | N/A      | NQ       | NQ      | [ 29 ]               |
| Halil Akkaş                                                | 3000 m z przeszkodami | 8:33,12    | 23.        | N/A         | N/A         | N/A      | N/A      | NQ       | NQ      | [ 29 ]               |
| Tarık Langat Akdağ                                         | 3000 m z przeszkodami | DNF        | DNF        | N/A         | N/A         | N/A      | N/A      | NQ       | NQ      | [ 29 ]               |
| Kaan Kigen Özbilen                                         | maraton               | N/A        | N/A        | N/A         | N/A         | N/A      | N/A      | 2:14:11  | 17.     | [ 30 ]               |
| Ercan Muslu                                                | maraton               | N/A        | N/A        | N/A         | N/A         | N/A      | N/A      | 2:18:40  | 51.     | [ 30 ]               |
| Bekir Karayel                                              | maraton               | N/A        | N/A        | N/A         | N/A         | N/A      | N/A      | 2:31:27  | 126.    | [ 30 ]               |
| Izzet Safer Jak Ali Harvey Emre Zafer Barnes Ramil Guliyev | sztafeta 4 × 100 m    | 38,30      | 10.        | N/A         | N/A         | N/A      | N/A      | NQ       | NQ      | [ 31 ]               |
| Ersin Tacir                                                | chód na 20 km         | N/A        | N/A        | N/A         | N/A         | N/A      | N/A      | 1:22:53  | 30.     | [ 32 ]               |
| Mert Atlı                                                  | chód na 20 km         | N/A        | N/A        | N/A         | N/A         | N/A      | N/A      | 1:31:36  | 62.     | [ 32 ]               |

Konkurencje techniczne
| Zawodnik        | Konkurencja | Kwalifikacje | Kwalifikacje | Finał | Finał   | Źródło |
| Zawodnik        | Konkurencja | Wynik        | Miejsce      | Wynik | Miejsce | Źródło |
| --------------- | ----------- | ------------ | ------------ | ----- | ------- | ------ |
| Şeref Osmanoğlu | trójskok    | NM           | –            | NQ    | NQ      | [ 33 ] |
| Eşref Apak      | rzut młotem | 70,08        | 24.          | NQ    | NQ      | [ 34 ] |

Kobiety
Konkurencje biegowe
| Zawodnik       | Konkurencja           | Eliminacje | Eliminacje | Finał    | Finał   | Źródło        |
| Zawodnik       | Konkurencja           | Wynik      | Miejsce    | Wynik    | Miejsce | Źródło        |
| -------------- | --------------------- | ---------- | ---------- | -------- | ------- | ------------- |
| Yasemin Can    | 5000 m                | 15:19,50   | 8.         | 14:56,96 | 6.      | [ 35 ] [ 36 ] |
| Yasemin Can    | 10 000 m              | N/A        | N/A        | 30:26,41 | 7.      | [ 37 ]        |
| Özlem Kaya     | 3000 m z przeszkodami | 9:32,03    | 20.        | NQ       | NQ      | [ 38 ]        |
| Tuğba Güvenç   | 3000 m z przeszkodami | 9:49,93    | 41.        | NQ       | NQ      | [ 38 ]        |
| Meryem Akda    | 3000 m z przeszkodami | 9:50,28    | 43.        | NQ       | NQ      | [ 38 ]        |
| Esma Aydemir   | maraton               | N/A        | N/A        | 2:39:59  | 58.     | [ 39 ]        |
| Sultan Haydar  | maraton               | N/A        | N/A        | 2:53:57  | 111.    | [ 39 ]        |
| Meryem Erdoğan | maraton               | N/A        | N/A        | 2:54:04  | 112.    | [ 39 ]        |

Konkurencje techniczne
| Zawodniczka     | Konkurencja    | Kwalifikacje | Kwalifikacje | Finał | Finał   | Źródło |
| Zawodniczka     | Konkurencja    | Wynik        | Miejsce      | Wynik | Miejsce | Źródło |
| --------------- | -------------- | ------------ | ------------ | ----- | ------- | ------ |
| Karin Melis Mey | skok w dal     | 6,49         | 14.          | NQ    | NQ      | [ 40 ] |
| Emel Dereli     | pchnięcie kulą | 17,01        | 24.          | NQ    | NQ      | [ 41 ] |
| Tuğçe Şahutoğlu | rzut młotem    | 67,05        | 21.          | NQ    | NQ      | [ 42 ] |
| Kıvılcım Kaya   | rzut młotem    | 64,79        | 26.          | NQ    | NQ      | [ 42 ] |

### Łucznictwo
| Zawodnik            | Konkurencja       | Runda rankingowa | Runda rankingowa | 1/32                  | 1/16               | 1/8              | Ćwierćfinały     | Półfinały        | Finał            | Finał   | Źródło |
| Zawodnik            | Konkurencja       | Wynik            | Miejsce          | Przeciwnik Wynik      | Przeciwnik Wynik   | Przeciwnik Wynik | Przeciwnik Wynik | Przeciwnik Wynik | Przeciwnik Wynik | Pozycja | Źródło |
| ------------------- | ----------------- | ---------------- | ---------------- | --------------------- | ------------------ | ---------------- | ---------------- | ---------------- | ---------------- | ------- | ------ |
| Mete Gazoz          | indywidualnie (m) | 661              | 29.              | Plihon W 6-5          | van den Berg P 5-6 | NQ               | NQ               | NQ               | NQ               | 17.     | [ 43 ] |
| Yasemin Ecem Anagöz | indywidualnie (k) | 638              | 25.              | Lipiarska-Pałka W 6-5 | Valencia P 5-6     | NQ               | NQ               | NQ               | NQ               | 17.     | [ 44 ] |

### Pięciobój nowoczesny
| Zawodnik    | Konkurencja | Szermierka      | Szermierka | Szermierka | Pływanie | Pływanie | Pływanie | Jazda konna | Jazda konna | Jazda konna | Kombinacja: strzelanie/bieg przełajowy | Kombinacja: strzelanie/bieg przełajowy | Kombinacja: strzelanie/bieg przełajowy | Suma punktów | Pozycja | Źródło |
| Zawodnik    | Konkurencja | Wynik (wygrane) | M.         | Punkty     | Czas     | M.       | Punkty   | Kary        | M.          | Punkty      | Czas                                   | M.                                     | Punkty                                 | Suma punktów | Pozycja | Źródło |
| ----------- | ----------- | --------------- | ---------- | ---------- | -------- | -------- | -------- | ----------- | ----------- | ----------- | -------------------------------------- | -------------------------------------- | -------------------------------------- | ------------ | ------- | ------ |
| Kim Sun-woo | kobiety     | 10              | 34.        | 160        | 2:17,79  | 19.      | 267      | EL          | 31.         | 0           | 12:49,98                               | 12.                                    | 531                                    | 978          | 34.     | [ 45 ] |

### Pływanie
| Zawodnik               | Konkurencja              | Eliminacje | Eliminacje | Półfinał | Półfinał | Finał | Finał   | Źródło |
| Zawodnik               | Konkurencja              | Czas       | Miejsce    | Czas     | Miejsce  | Czas  | Miejsce | Źródło |
| ---------------------- | ------------------------ | ---------- | ---------- | -------- | -------- | ----- | ------- | ------ |
| Nezir Karap            | 400 m dowolnym mężczyzn  | 3:58,37    | 43.        | N/A      | N/A      | NQ    | NQ      | [ 46 ] |
| Ekaterina Avramova     | 200 m grzbietowym kobiet | 2:12,98    | 21.        | NQ       | NQ       | NQ    | NQ      | [ 47 ] |
| Wiktorija Zeynep Güneş | 100 m klasycznym kobiet  | 1:07,14    | 15.        | 1:07,41  | 14.      | NQ    | NQ      | [ 48 ] |
| Wiktorija Zeynep Güneş | 200 m klasycznym kobiet  | 2:23,83    | 7.         | 2:23,49  | 9.       | NQ    | NQ      | [ 49 ] |
| Wiktorija Zeynep Güneş | 400 m zmiennym kobiet    | 4:41,79    | 18.        | N/A      | N/A      | NQ    | NQ      | [ 50 ] |
| Nida Ustundag          | 200 m motylkowym kobiet  | 2:10,02    | 22.        | NQ       | NQ       | NQ    | NQ      | [ 51 ] |

### Podnoszenie ciężarów
| Zawodnik          | Konkurencja     | Rwanie | Rwanie  | Podrzut | Podrzut | Razem  | Pozycja | Źródło |
| Zawodnik          | Konkurencja     | Wynik  | Pozycja | Wynik   | Pozycja | Razem  | Pozycja | Źródło |
| ----------------- | --------------- | ------ | ------- | ------- | ------- | ------ | ------- | ------ |
| Daniyar Ismayilov | -69 kg mężczyzn | 163 kg | 1.      | 188 kg  | 2.      | 351 kg | srebro  | [ 52 ] |
| Mehtap Kurnaz     | -63 kg kobiet   | 81 kg  | 14.     | 100 kg  | 13.     | 181 kg | 13.     | [ 52 ] |
| Duygu Aynacı      | -69 kg kobiet   | 90 kg  | 14.     | 110 kg  | 12.     | 200 kg | 12.     | [ 52 ] |
| Assiya Ipek       | -75 kg kobiet   | 83 kg  | 13.     | 103 kg  | 13.     | 186 kg | 13.     | [ 52 ] |

### Strzelectwo
Mężczyźni
| Zawodnik       | Konkurencja           | Kwalifikacje | Kwalifikacje | Półfinał | Półfinał | Finał | Finał   | Źródło |
| Zawodnik       | Konkurencja           | Wynik        | Pozycja      | Wynik    | Pozycja  | Wynik | Pozycja | Źródło |
| -------------- | --------------------- | ------------ | ------------ | -------- | -------- | ----- | ------- | ------ |
| Yusuf Dikeç    | pistolet pneumatyczny | 576          | 21.          | N/A      | N/A      | NQ    | NQ      | [ 53 ] |
| İsmail Keleş   | pistolet pneumatyczny | 575          | 24.          | N/A      | N/A      | NQ    | NQ      | [ 53 ] |
| Yusuf Dikeç    | pistolet dowolny 50 m | 550          | 22.          | N/A      | N/A      | NQ    | NQ      | [ 53 ] |
| İsmail Keleş   | pistolet dowolny 50 m | 544          | 29.          | N/A      | N/A      | NQ    | NQ      | [ 53 ] |
| Yavuz İlnam    | trap                  | 115          | 13.          | NQ       | NQ       | NQ    | NQ      | [ 53 ] |
| Erdinç Kebapçı | trap                  | 108          | 29.          | NQ       | NQ       | NQ    | NQ      | [ 53 ] |

### Szermierka
| Zawodnik      | Konkurencja                 | 1/32             | 1/16             | 1/8              | Ćwierćfinały     | Półfinały        | Finał/3.miejsce  | Finał/3.miejsce | Źródło |
| Zawodnik      | Konkurencja                 | Przeciwnik Wynik | Przeciwnik Wynik | Przeciwnik Wynik | Przeciwnik Wynik | Przeciwnik Wynik | Przeciwnik Wynik | Pozycja         | Źródło |
| ------------- | --------------------------- | ---------------- | ---------------- | ---------------- | ---------------- | ---------------- | ---------------- | --------------- | ------ |
| İrem Karamete | floret kobiet indywidualnie | BYE              | Thibus P 6-15    | NQ               | NQ               | NQ               | NQ               | 27.             | [ 54 ] |

### Taekwondo
| Zawodnik       | Konkurencja     | 1/8              | Ćwierćfinał        | Półfinał         | Repesaż          | Finał/3.miejsce  | Finał/3.miejsce | Źródło |
| Zawodnik       | Konkurencja     | Przeciwnik Wynik | Przeciwnik Wynik   | Przeciwnik Wynik | Przeciwnik Wynik | Przeciwnik Wynik | Pozycja         | Źródło |
| -------------- | --------------- | ---------------- | ------------------ | ---------------- | ---------------- | ---------------- | --------------- | ------ |
| Servet Tazegül | -68 kg mężczyzn | Morales W 14-1   | Dienisienko P 6-19 | NQ               | Contreras P 4-5  | NQ               | 7.              | [ 55 ] |
| Nur Tatar      | -67 kg (kobiet) | Marton W 11-1    | Güleç W 5-1        | Niaré P 0-4      | N/A              | Chuang W 7-3     | brąz            | [ 56 ] |

### Tenis stołowy
| Zawodnik | Konkurencja        | Eliminacje       | Runda 1          | Runda 2          | Runda 3          | 1/8 finału       | Ćwierćfinały     | Półfinały        | Finał            | Finał   | Źródło |
| Zawodnik | Konkurencja        | Przeciwnik Wynik | Przeciwnik Wynik | Przeciwnik Wynik | Przeciwnik Wynik | Przeciwnik Wynik | Przeciwnik Wynik | Przeciwnik Wynik | Przeciwnik Wynik | Pozycja | Źródło |
| -------- | ------------------ | ---------------- | ---------------- | ---------------- | ---------------- | ---------------- | ---------------- | ---------------- | ---------------- | ------- | ------ |
| Ahmet Li | gra pojedyncza (m) | BYE              | BYE              | Wang P 0-4       | NQ               | NQ               | NQ               | NQ               | NQ               | 33.     | [ 57 ] |
| Melek Hu | gra pojedyncza (k) | N/A              | N/A              | N/A              | Chen P 0-4       | NQ               | NQ               | NQ               | NQ               | 17.     | [ 58 ] |

### Tenis ziemny
| Zawodnik         | Konkurencja | 1/32                           | 1/16             | 1/8              | Ćwierćfinały     | Półfinały        | Finał            | Finał   | Źródło |
| Zawodnik         | Konkurencja | Przeciwnik Wynik               | Przeciwnik Wynik | Przeciwnik Wynik | Przeciwnik Wynik | Przeciwnik Wynik | Przeciwnik Wynik | Pozycja | Źródło |
| ---------------- | ----------- | ------------------------------ | ---------------- | ---------------- | ---------------- | ---------------- | ---------------- | ------- | ------ |
| Çağla Büyükakçay | singel (k)  | Makarowa P 1:2 (6:3, 0:6, 6:7) | NQ               | NQ               | NQ               | NQ               | NQ               | 33.     | [ 59 ] |

### Wioślarstwo
| Zawodnik                    | Konkurencja | Eliminacje | Eliminacje | Repesaż | Repesaż | Półfinały | Półfinały       | Finał   | Finał      | Miejsce | Źródło |
| Zawodnik                    | Konkurencja | Czas       | M.         | Czas    | M.      | Czas      | M.              | Czas    | M.         | Miejsce | Źródło |
| --------------------------- | ----------- | ---------- | ---------- | ------- | ------- | --------- | --------------- | ------- | ---------- | ------- | ------ |
| Hüseyin Kandemir Enes Kuşku | LM2x        | 6:41,67    | 1.         | 7:13,49 | 5.      | 7:24,14   | 2. Półfinał C/D | 6:47,06 | 4. Finał C | 16.     | [ 60 ] |

### Zapasy
Mężczyźni – styl klasyczny
| Zawodnik     | Konkurencja | Kwalifikacje     | 1/8              | Ćwierćfinał      | Półfinał         | Repesaż 1        | Finał/ 3.miejsce      | Finał/ 3.miejsce | Źródło |
| Zawodnik     | Konkurencja | Przeciwnik Wynik | Przeciwnik Wynik | Przeciwnik Wynik | Przeciwnik Wynik | Przeciwnik Wynik | Przeciwnik Wynik      | Pozycja          | Źródło |
| ------------ | ----------- | ---------------- | ---------------- | ---------------- | ---------------- | ---------------- | --------------------- | ---------------- | ------ |
| Selçuk Çebi  | -75 kg      | BYE              | Starčević P1-2   | NQ               | NQ               | NQ               | NQ                    | 15.              | [ 61 ] |
| Cenk İldem   | -98 kg      | BYE              | Singh W 2-1      | Magomiedow W 1-1 | Aleksanian P 0-9 | N/A              | Alexuc-Ciurariu W 4-0 | brąz             | [ 62 ] |
| Rıza Kayaalp | -130 kg     | BYE              | Caraballo W 4-0  | Szari’ati W 5-0  | Popp W 4-0       | N/A              | López P 0-3           | srebro           | [ 63 ] |

Mężczyźni – styl wolny
| Zawodnik          | Konkurencja | Kwalifikacje     | 1/8               | Ćwierćfinał      | Półfinał         | Repesaż 1        | Repesaż 1        | Finał/3. miejsce | Finał/3. miejsce | Źródło |
| Zawodnik          | Konkurencja | Przeciwnik Wynik | Przeciwnik Wynik  | Przeciwnik Wynik | Przeciwnik Wynik | Przeciwnik Wynik | Przeciwnik Wynik | Przeciwnik Wynik | Pozycja          | Źródło |
| ----------------- | ----------- | ---------------- | ----------------- | ---------------- | ---------------- | ---------------- | ---------------- | ---------------- | ---------------- | ------ |
| Süleyman Atlı     | -57 kg      | BYE              | Guidea P 3-8      | NQ               | NQ               | NQ               | NQ               | NQ               | 16.              | [ 64 ] |
| Mustafa Kaya      | -65 kg      | Valdés P 4-4     | NQ                | NQ               | NQ               | NQ               | NQ               | NQ               | 20.              | [ 65 ] |
| Soner Demirtaş    | -74 kg      | BYE              | Önörbat W 4-2     | Jazdani P 0-7    | NQ               | N/A              | Castelly W 12-0  | Usierbajew W 6-0 | brąz             | [ 66 ] |
| Selim Yaşar       | -86 kg      | BYE              | Espinal W 3-1     | Salas W 3-1      | Cox W 3-1        | N/A              | N/A              | Sadułajew P 0-3  | srebro           | [ 67 ] |
| İbrahim Bölükbaşı | -97 kg      | Jazdani P 10-0   | NQ                | NQ               | NQ               | NQ               | NQ               | NQ               | 17.              | [ 68 ] |
| Taha Akgül        | -125 kg     | BYE              | Czuluunbat W 10-0 | Saidow W 11-0    | Berianidze W 8-1 | N/A              | N/A              | Ghasemi W 3-1    | złoto            | [ 69 ] |

Kobiety – styl wolny
| Zawodniczka          | Konkurencja | Kwalifikacje          | 1/8              | Ćwierćfinał      | Półfinał         | Repesaż 1        | Repesaż 2        | Finał/3.miejsce  | Finał/3.miejsce | Źródło |
| Zawodniczka          | Konkurencja | Przeciwnik Wynik      | Przeciwnik Wynik | Przeciwnik Wynik | Przeciwnik Wynik | Przeciwnik Wynik | Przeciwnik Wynik | Przeciwnik Wynik | Pozycja         | Źródło |
| -------------------- | ----------- | --------------------- | ---------------- | ---------------- | ---------------- | ---------------- | ---------------- | ---------------- | --------------- | ------ |
| Bediha Gün           | -53 kg      | BYE                   | Jong P 0-10      | NQ               | NQ               | NQ               | NQ               | NQ               | 18.             | [ 70 ] |
| Elif Jale Yeşilırmak | -58 kg      | BYE                   | Fazzari W3-1     | Ichō P 1-3       | NQ               | N/A              | Amiri P 2-3      | NQ               | 9.              | [ 71 ] |
| Hafize Şahin         | -63 kg      | Nunes W 2-5           | Trażukowa P 5-9  | NQ               | NQ               | NQ               | NQ               | NQ               | 7.              | [ 71 ] |
| Buse Tosun           | -69 kg      | Wieszczek-Kordus W6-0 | Doshō P0-12      | NQ               | NQ               | Stadnik W 7-4    | Yeats P 2-3      | NQ               | 7.              | [ 71 ] |
| Yasemin Adar         | -75 kg      | Czerkasowa W3-1       | Bukina P1-3      | NQ               | NQ               | NQ               | NQ               | NQ               | 8.              | [ 71 ] |

### Żeglarstwo
Mężczyźni
| Zawodnik               | Konkurencja | Wyścig | Wyścig | Wyścig | Wyścig | Wyścig | Wyścig | Wyścig | Wyścig | Wyścig | Wyścig | Wyścig | Wyścig | Wyścig | Punkty | Finałowa pozycja | Źródło |
| Zawodnik               | Konkurencja | 1      | 2      | 3      | 4      | 5      | 6      | 7      | 8      | 9      | 10     | 11     | 12     | M*     | Punkty | Finałowa pozycja | Źródło |
| ---------------------- | ----------- | ------ | ------ | ------ | ------ | ------ | ------ | ------ | ------ | ------ | ------ | ------ | ------ | ------ | ------ | ---------------- | ------ |
| Onur Biriz             | RS:X        | 31     | 32     | 37     | 34     | 37     | 29     | 23     | 37     | 33     | 37     | 33     | 37     | NQ     | 363    | 35.              | [ 72 ] |
| Alican Kaynar          | Finn        | 2      | 5      | 6      | 19     | 19     | 13     | 8      | 17     | 12     | 11     | N/A    | N/A    | NQ     | 93     | 13.              | [ 73 ] |
| Deniz Çinar Ates Çinar | 470         | 14     | 19     | 18     | 12     | 7      | 15     | 12     | 18     | 21     | 5      | N/A    | N/A    | NQ     | 120    | 14.              | [ 74 ] |

Kobiety
| Zawodnik       | Konkurencja  | Wyścig | Wyścig | Wyścig | Wyścig | Wyścig | Wyścig | Wyścig | Wyścig | Wyścig | Wyścig | Wyścig | Wyścig | Wyścig | Punkty | Finałowa pozycja | Źródło |
| Zawodnik       | Konkurencja  | 1      | 2      | 3      | 4      | 5      | 6      | 7      | 8      | 9      | 10     | 11     | 12     | M*     | Punkty | Finałowa pozycja | Źródło |
| -------------- | ------------ | ------ | ------ | ------ | ------ | ------ | ------ | ------ | ------ | ------ | ------ | ------ | ------ | ------ | ------ | ---------------- | ------ |
| Dilara Uralp   | RS:X         | 20     | 19     | 23     | 24     | 20     | 21     | 27     | 21     | 20     | 19     | 24     | 19     | NQ     | 230    | 22.              | [ 75 ] |
| Nazli Donertas | Laser Radial | 16     | 20     | 6      | 9      | 22     | 10     | 5      | 27     | 12     | 28     | N/A    | N/A    | NQ     | 127    | 15.              | [ 76 ] |

M = Wyścig medalowy